# Peto
Peto is een stad in de Mexicaanse deelstaat Yucatán. Peto is de hoofdplaats van de gemeente Peto en heeft 18.177 inwoners (census 2005).
Peto is vooral bekend als een van de voornaamste exporteurs van chicle, de grondstof waar kauwgom van gemaakt werd. Andere bronnen van inkomsten zijn de houtkap en de verbouw van sinaasappelen. Peto is het eindpunt van een spoorlijn vanuit Mérida, die aan het eind van de 19e eeuw is aangelegd met het oog op de export van hout en chicle.